# 사오리 (방송인)
사오리(佐緖里, 본명: 장은주, 본명 한자: 張恩珠, 1981년 5월 19일~)는 대한민국의 방송인이다.
재일 한국인 3세 출신으로 일본식 이름은 다케다 사오리(일본어: 武田 佐緖里)다. 일본 나고야(名古屋)에서 태어났지만 국적은 대한민국이다. 본적은 충청남도 공주이며 재일 한국인 2세 아버지와 경상남도 마산 출신으로 일본에 건너간 한국인 어머니 사이에서 태어났다.
KBS2 글로벌 토크쇼 미녀들의 수다에 사오리라는 이름으로 일본 대표로 나왔으나 나중에 한국인이라는 걸 밝혔다. TV 광고에 나오는 등 많은 활동을 하였다.
2008년 명지전문대학 일본어과를 졸업하고, 경희사이버대학교로 편입, 정보통신학과에 다녔다.
2008년 3월 가수로 데뷔했으며, 5월 14일 1집 사오리밴드 앨범《Happy Virus》서 발매하였다.
그러나 방송인으로 자리를 잡지 못하였으며, 2010년을 끝으로 방송활동을 중단하였고, 현재는 연예계에서 은퇴하였다.

## 앨범
- 2008년 1집 사오리밴드《Happy Virus》

## 주요 방송활동
- KBS《미녀들의 수다》
- MBC《놀러와》
- TVN《위대한 캣츠비》
- MBC《일요일 일요일밤에-우리 결혼했어요》
- KBS JOY《연예의발견 뻔뻔한TV》- 메인 MC
- MBC《찾아라 맛있는TV》
- MBC《지피지기》
- MBC《도전 예의제왕》
- SBS《놀라운 대회 스타킹》
- SBS《솔로몬의 선택》
- SBS《진실게임》
- SBS《퀴즈 육감대결》
- MBC 에브리원《삼색녀 토크쇼》

## 같이 보기
- 아유미
- 소닌
- 슈
- 김지순
- 류영기
- 크리스탈케이